# Tomas Keršulis
Tomas Keršulis (* 10. November 2001 in Pleasanton, Kalifornien, Vereinigte Staaten) ist ein litauischer Leichtathlet, der sich auf den Sprint spezialisiert hat.

## Sportliche Laufbahn
Erste internationale Erfahrungen sammelte Tomas Keršulis im Jahr 2021, als er bei den U23-Europameisterschaften in Tallinn mit 21,40 s in der ersten Runde im 200-Meter-Lauf ausschied. Im selben Jahr begann er ein Studium an der Cornell University in den Vereinigten Staaten. 2023 wurde er bei der 2. Liga der Team-Europameisterschaft im Zuge der Europaspiele in Chorzów in 46,36 s Siebter im 400-Meter-Lauf und gelangte mit der Mixed-Staffel über 4-mal 400 Meter mit 3:15,95 min auf Rang vier. Zudem belegte er mit der 4-mal-100-Meter-Staffel in 40,10 s den sechsten Platz. Anschließend erreichte er bei den U23-Europameisterschaften in Espoo mit 46,89 s den achten Platz über 400 Meter. Im Jahr darauf kam er bei den Hallenweltmeisterschaften in Glasgow mit 47,92 s nicht über den Vorlauf über 400 Meter hinaus.
2022 wurde Keršulis litauischer Meister im 400-Meter-Lauf.

## Persönliche Bestzeiten
- 200 Meter: 20,80 s (+1,8 m/s), 8. April 2022 in Tampa
  - 200 Meter (Halle): 21,05 s, 11. Februar 2023 in Boston (litauischer Rekord)
  - 300 Meter (Halle): 32,88 s, 3. Dezember 2022 in Ithaca (nationale Bestleistung)
- 400 Meter: 46,30 s, 13. Juli 2023 in Espoo
  - 400 Meter (Halle): 45,78 s, 11. Februar 2023 in Boston (litauischer Rekord)